# Festival hrvatske drame za djecu
Festival hrvatske drame za djecu "Marulić" je dječji festival koji se održava u Splitu.
Festival je utemeljen 2008. godine, a organizira ga Gradsko kazalište lutaka Split. 
Od 2009. poseban žiri dodjeljuje nagradu Mali Marulić za najbolji dramski tekst za lutkarsko i dječje kazalište.

## Dosadašnji dobitnici
- Nagrada za najbolju predstavu u cjelini

2008. Mali plamen Dubravke Ugrešić, redatelja Roberta Waltla, GKL Split

2009. Plakir Marina Držića, redatelja Joška Juvančića, ZKL Zagreb

2010. More iz ormara Jakše Fiamenga, redatelja Ladislava Vindakijevića, GKL Split

2011. VIS Životinje Ksenije Zec i Saše Božić, Kazalište Trešnja, Zagreb

2012. Rent a friend Dore Ruždjak Podolski i Saše Božića u režiji Anje Suše, Kazalište Trešnja, Zagreb

2013. Did i repa Anice Tomić i Jelene Kovačić, GKL Split

2014. Glazbatorij Ksenije Zec i Saše Božić, GKL Split

2015. Deveta ovčica Silvije Šesto u režiji Ljudmile Fedorove, Dječje kazalište Branka Mihaljevića, Osijek

2016. U potrazi za dijamantnom suzom Vanje Jovanovića i Ivana Pokupića, Gradsko kazalište Požega

2017. Nije me strah Dubravke Farkaš u režiji Ljudmile Fedorove, Dječje kazalište Branka Mihaljevića, Osijek
 
2018.  Dindim, o nježnosti (ansambl predstave i Tamara Kučinović) u režiji Tamare Kučinović, UO Gllugl, Varaždin

2019. Avanture maloga Juju Ivane Đule i Milice Sinkauz, Gradsko kazalište lutaka Rijeka

- Nagrada za najbolji tekst i/ili dramatizaciju

2008. Ladislav Vindakijević za dramatizaciju romana Bum Tomica Silvije Šesto Stipaničić, Mala scena

2009. Slavče Malenov za dramatizaciju hrvatske narodne priče Mala Vila, GKL Split

2010. Ivor Martinić za dramu Ovdje piše naslov drame o Anti, GKM Split i Sena Đorović za dramatizaciju Lažeš Melite Ivana Kušana, Malo kazalište Duško Radović, Beograd

2011. nije dodijeljena

2012. Rene Medvešek za dramatizaciju priče Veli Jože Vladimira Nazora, Gradsko kazalište lutaka Rijeka

2013. Nina Horvat za dramu Ružičasta sanjarica (Mala scena) i Olja Savičević Ivančević za dramatizaciju Čudnovate zgode šegrta Hlapića Ivane Brlić-Mažuranić, GKL Split

2014. Jelena Vukmirica Makovičić i Marko Makovičić za tekst predstave JATIONOMI, ActLab i Mala scena, Zagreb

2015. Tamara Kučinović za dramu Genijalni genije, Kazalište lutaka Zadar i Ljudmila Fedorova za dramatizaciju Devete ovčice, Dječje kazalište Branka Mihaljevića, Osijek

2016. Hrvoje Zalar za dramski tekst Moja obitelj i jedan jež Kazališta Smješko, Zagreb

2017. Maja Katić za dramatizaciju predstave Ljubiti, samo ljubiti po stihovima Zvonimira Baloga, Teatar Poco Loco

2018. Tanja Novak za tekst Puž muž i Dunja Fajdić za dramatizaciju predstave Durica, male ljubavi, GK Žar ptica

2019. Tamara Kučinović za tekst Zamrznute pjesme, Gradsko kazalište lutaka Rijeka i Ivana Đula i Milica Sinkauz za adaptaciju teksta Avanture maloga Juju.
- Nagrada za najbolju režiju

2008. Ladislav Vindakijević za režiju predstave Bum Tomica Silvije Šesto Stipaničić, Mala scena

2009. Oliver Frljić za režiju predstave Strah u Ulici lipa Milivoja Matošca, GK Žar ptica

2010. Anica Tomić za režiju predstave Dječak Ivek i pas Cvilek Đure Vilovića, HNK Varaždin/Kazališna družina Pinklec

2011. Anica Tomić za režiju predstave Ana i Mia Anice Tomić i Jelene Kovačić, Mala scena

2012. Rene Medvešek za režiju predstave Veli Jože Vladimira Nazora, Gradsko kazalište lutaka Rijeka

2013. Anica Tomić za režiju predstave Did i repa Anice Tomić i Jelene Kovačić, GKL Split

2014. Ivica Boban za režiju predstave Ja i moji osjećaji, GK Žar ptica

2015. Ljudmila Fedorova za režiju predstave Deveta ovčica, Dječje kazalište Branka Mihaljevića, Osijek

2016. Ivan Plazibat za režiju predstave Moj prijatelj Mačkodlak, GKL Split

2017. Saša Božić i Ksenija Zec za režiju predstave U zvijezde, GKL Split

2018. Anica Tomić za režiju predstave "Preko sedam mora, preko sedam gora", Kazališna družine Pinklec

- Nagrada za najbolju žensku ulogu

2008. Ana Maras za ulogu u predstavi Crveni kišobran Višnje Stahuljah, GK Žar ptica

2009. Alin Majica za ulogu Crvenokose i Govorećih vrata u predstavi Mala Vila, GKL Split

2010. Vladislava Đorđević za ulogu Melite u predstavi Lažeš Melita Ivana Kušana u režiji Bojana Đorđeva, Malo kazalište Duško Radović i Hana Hegedušić za ulogu Mačke u predstavi Miševi i mačke naglavačke Luke Paljetka u režiji Ladislava Vindakijevića, HNK Varaždin

2011. Mia Biondić i Nika Mišković za uloge Ane i Mije u predstavi Ana i Mia Anice Tomić i Jelene Kovačić u režiji Anice Tomić, Mala scena

2012. Aleksandra Naumov za ulogu Dijane u predstavi Rent a friend Dore Ruždjak Podolski i Saše Božića u režiji Anje Suše, Kazalište Trešnja, Zagreb

2013. Nataša Kopeč za ulogu Robotke u predstavi Mrvice iz dnevnog boravka u režiji Franke Perković, GK Žar ptica

2014. nije dodijeljena

2015. Andrea Majica za ulogu Marije u predstavi Darmarzemska Olje Lozice, GKL Split

2016. Lara Živolić za ulogu Jelice u predstavi Moj prijatelj Mačkodlak Olje Savičević Ivančević, GKL Split

2017. nije dodijeljena

2018. Lucija Barišić u predstavi Muka malog vuka (Kazalište Mala scena), Zagreb

2019. Ana Marija Veselčić za ulogu Ane Alujević u predstavi Moj razred 2,b, GKL Split
- Nagrada za najbolju mušku ulogu

2008. Ivan Glowatzky za ulogu Dječaka u predstavi Bijeli klaun Damira Miloša, redatelja Ivice Šimića, HNK Varaždin

2009. Pero Juričić za ulogu Grižule u predstavi Plakir Marina Držića, redatelja Joška Juvančića, ZKL Zagreb

2010. nije dodijeljena

2011. Damir Klemenić za uloge u predstavama VIS Životinje Ksenije Zec i Saše Božića i Tijelo Ksenije Zec, Kazalište Trešnja

2012. Peter Harl za ulogu Antuntuna u predstavi Antuntun Grigora Viteza u režiji Tijane Zinajić, Slovensko narodno gledališče Nova Gorica

2013. Dado Ćosić za ulogu u predstavi Ružičasta sanjarice Nine Horvat u režiji Ivice Šimića, Mala scena, Zagreb

2014. Nikša Arčanin i Marko Petrić za uloge u predstavi Glazbatorij Ksenije Zec i Saše Božića, GKL Split

2015. Edi Ćelić za ulogu Ivice u predstavi Deveta ovčica Silvije Šesto, Dječje kazalište Branka Mihaljevića, Osijek

2016. Franjo Đaković za uloge Jure, Sliniše i Automata u predstavi Moj prijatelj Mačkodlak Olje Savičević Ivančević, GKL Split

2017.  Edi Ćelić za uloge u predstavi Nije me strah, Dječje kazalište Branka Mihaljevića, Osijek i Petar Konkoj za ulogu u predstavi U zvijezde, GKL Split

2018. nije dodijeljena

2019. Mario Jakšić za ulogu Maloga Juju u predstavi Avanture maloga Juju, Gradsko kazalište lutaka Rijeka

- Nagrada dječjeg žirija za najbolju predstavu

2010. Lažeš Melita Ivana Kušana, Malo kazalište Duško Radović, Beograd

2011. VIS Životinje Ksenije Zec i Saše Božića, Kazalište Trešnja, Zagreb

2012. Rent a friend Dore Ruždjak Podolski i Saše Božića u režiji Anje Suše, Kazalište Trešnja, Zagreb

2013. Palačinka mog života Davida Petrovića Gradsko kazalište lutaka Rijeka

2014. Glazbatorij Ksenije Zec i Saše Božića, GKL Split

2015. Deveta ovčica Silvije šesto u režiji Ljudmile Fedorove, Dječje kazalište Branka Mihaljevića, Osijek

2016. Moja obitelj i jedan jež Hrvoja Zalara u režiji Ivane Boban, Kazalište Smješko, Zagreb
- Nagrada za najbolju scenografiju

2008. Ben Cain i Tina Goverić za scenografiju predstave Mali plamen Dubravke Ugrešić, redatelja Roberta Waltla, GKL Split

2009. Vesna Balović za scenografiju predstave Plakir Marina Držića u režiji Joška Juvančića, ZKL Zagreb

2010. Dinka Jeričević za scenografiju predstave Ovdje piše naslov drame o Anti Ivora Martinića u režiji Ivice Šimića, GKM Split

- Nagrada za najbolju kostimografiju

2008. Ana Savić Gecan za kostimografiju predstave Mali plamen Dubravke Ugrešić, redatelja Roberta Waltla, GKL Split

2010. Marija Žarak za kostimografiju predstave Pupoljak Lade Martinac Kralj, redateljice Vedrane Vrhovnik, GKL Split

- Nagrada za vizualni identitet

2009. Saša Fistić i Dražen Dundović za oblikovanje svjetla u predstavi Plakir Marina Držića u režiji Joška Juvančića, ZKL Zagreb

2010. Vojo Radojičić za vizualni identitet predstave More iz ormara Jakše Fiamenga u režiji Ladislava Vindakijevića, GKL Split

2012. Ivan Dobran i Sunčica Jerković za vizualni identitet predstave Prašnjavko Olje Lozice u režiji Marine Petković Liker, GKL Split

2015. Gulnaz Fatykhova za likovno oblikovanje predstave Genijalni genije Tamare Kučinović, Kazalište lutaka Zadar

2016. Nisa Hrvatin za likovno rješenja lutaka i scenografiju predstave Trsatski zmaj, Gradsko kazalište lutaka Rijeka

- Nagrada za glazbu

2008. Tamara Obrovac za glazbu u predstavi Regoč Ivane Brlić-Mažuranić redatelja Roberta Waltla, GKL Zadar

2009. Ivan Murat za glazbu u predstavi Zlatni danci Jagode Truhelke redateljice Dubravke Crnojević, Dječjeg kazališta Branka Miholjevića, Osijek

2010. Mate Matišić za glazbu u predstavi More iz ormara Jakše Fiamenga redatelja Ladislava Vindakijevića, GKL Split

2011. Damir Šimunović za glazbu u predstavama VIS Životinje Ksenije Zec i Saše Božić i Tijelo Ksenije Zec, Kazalište Trešnja

2013. Nenad Kovačić za glazbu u predstavi Did i repa Anice Tomić i Jelene Kovačić, GKL Split

- Nagrada za scenski pokret

2010. Alen Čelić za scenski pokret u predstavi E, moj Pinokio Dražena Ferenčine u režiji Dražena Ferenčine, GKM Split

2011. Ksenija Zec za scenski pokret u predstavama VIS Životinje i Tijelo, Kazalište Trešnja

2014. Ksenija Zec i Saša Božić za scenski pokret u predstavi Glazbatorij, GKL Split

- Nagrada za najbolje lutke

2010. Mojmir Mihatov za lutke u predstavi Postolar i vrag Augusta Šenoe, Kazalište lutaka Zadar

2011. Sunčica Jerković za lutke u predstavi Sablasni šešir Omera Raka, GKL Split

- Nagrada za najboljeg glumca animatora

2011. Branimir Rakić za animaciju lutke u predstavi Sablasni šešir Omera Raka i režiji Dražena Ferenčine, GKL Split

2012. Andrea Majica za animaciju lutke u predstavi Prašnjavko Olje Lozice u režiji Marine Petković Liker, GKL Split i Zlatko Vicić za animaciju lutke u predstavi Veli Jože Vladimira Nazora u režiji Renea Medvešeka, Gradsko kazalište lutaka Rijeka

2018. Nikša Eldan, Sara Ipša, Goran Guksić za predstavu Dindim, o nježnosti, UO Gllugl, Varaždin

- Posebna nagrada za kolektivnu glumačku igru

2011. VIS Životinje Ksenije Zec i Saše Božić, Kazalište Trešnja, Zagreb

2014. JATIONOMI Jelene Vukmirice Makovičić i Marka Makovičića, ActLab i Mala scena, Zagreb

2017. Ansamblu predstave U zvijezde, GKL Split

- Posebna nagrada za scensko promišljanje edukativnih sadržaja

2011. Što mi može virus? Branka Ružića u režiji Marice Grgurinović, Malo splitsko kazalište

- Posebna nagrada za majstorski izvedeno scensko pripovijedanje i obraćanje dječjoj publici

2012. Ansambl predstave Tajna Krpen Kralja Lade Martinac Kralj u režiji Lawrence Kiiru, Dječjeg kazališta Branka Mihaljevića iz Osijeka.
- Nagrada za izuzetno umjetničko dostignuće

2013. David Petrović za predstavu Palačinka mog života, Gradsko kazalište lutaka Rijeka

- Posebna nagrada za scensko promišljanje društveno angažiranog sadržaja

2014. JATIONOMI Jelene Vukmirice Makovičić i Marka Makovičića, ActLab i Mala scena, Zagreb

## Dobitnici nagrade Mali Marulić za dramski tekst
- 2009.:

Stručno povjerenstvo: Dražen Ferenčina, Iva Gruić, Zdenka Mišura 

Nagrađeni:
 
1. Omer Rak: Sablasni šešir

2. Lada Martinac Kralj: Pupoljak

3. Ana Đokić Pongrašić: Opet na krivom putu

- 2010.:

Stručno povjerenstvo: Lada Martinac Kralj, Željka Turčinović, Zdenka Mišura 

Nagrađeni:
 
1. Silvija Šesto: Duboko more

2. Nives Madunić Barišić: Naša mama je postala zmaj

3. Jasen Boko: Kako je anđeo dobio krila

- 2011.:

Stručno povjerenstvo: Marina Petković Liker, Trpimir Jurkić, Zdenka Mišura 

Nagrađeni: 

1. nije dodijeljena

2. Branko Ružić: Braća Grimm i princeza Luise

3. Nives Madunić Barišić: Ispod zvončića se rodio kraljević i Silvija Šesto: Gospodin Mrak i tri bijela šeširića

- 2012.:

Stručno povjerenstvo: Ana Đokić, Dražen Ferenčina, Goran Golovko, Zdenka Mišura 

Nagrađeni: 

1. nije dodijeljena

2. Kristina Gavran: Dječak koji je tražio zmaja

3. Lada Martinac Kralj: Sami u kino dvorani

- 2013.:

Stručno povjerenstvo: Zdenka Mišura, Lada Martinac Kralj, Jasen Boko

Nagrađeni: 

1. Igor Knižek: Feral šinjorine Bepine

2. Zoran Pongrašić: Ticalova putovanja

3. Branko Ružić: Odron

- 2014.

Stručno povjerenstvo: Tomislav Zajec, Goran Golovko, Olja Lozica

Nagrađeni: 

1. Igor Knižek: Legenda o Vjetropirki

2. Lada Martinac Kralj: Vukovčar

3. Kristina Gavran: Koruptivitis u Mišogradu i Olja Savičević Ivančević: Moj prijatelj Mačkodlak

- 2015.

Stručno povjerenstvo: Jelena Kovačić, Tomislav Zajec, Jasen Boko

Nagrađeni: 

1. Olja Savičević Ivančević: Som na cilome svitu

2. Selma Parisi: Dječak koji je sanjao more

3. Jasmina Kallay: Kvantni klinci

- 2016.

Stručno povjerenstvo: Jasen Boko, Ivor Martinić, Ivan Plazibat

Nagrađeni: 

1. Hana Veček: Magnus

2. Marta Mehovec de Carvalho: Kradljivica ključeva

3. Andrijana Grgičević: Stonoga Goga

- 2017.

Stručno povjerenstvo: Jasen Boko, Ivan Plazibat, Ana Prolić

Nagrađeni: 

1. Jasna Jasna Žmak: Pisma na kraju šume

2. Lada Martinac Kralj: Na leđima slona

3. Petra Cicvarić: U potrazi za slovom R

- 2018.

Stručno povjerenstvo: Olja Lozica, Belmondo Miliša, Ivan Plazibat

Nagrađeni: 

1. Lada Festini-Jensen: Kamo su pobjegle boje?

2. Jasna Jasna Žmak: Tepih na ražnju

3. Jasmina Kallay: Mala mraz i Ivana Đula i Milica Kostanić: Ništa strašno